# Aghadoe
Cet article possède un paronyme, voir w:Aghada.
Cet article possède un paronyme, voir Aghaboe.
Aghadoe (en irlandais : Achadh an Dá Eo) est un grand townland surplombant la ville et les lacs de Killarney, dans le comté de Kerry, en Irlande.

## Vue d'ensemble
C'est aussi une paroisse, bien que la paroisse couvre une zone supérieure au townland.
Le site est réputé pour ses points de vue sur les lacs et les îles dont fait partie Innisfallen Island. 
Les ruines du château de Parkavonear  du XIIIe siècle et de la « cathédrale d'Aghadoe », une église en ruines d'architecture romane, en font un endroit très fréquenté par les touristes et les archéologues.
Pendant la famine irlandaise (1845-1852), le cimetière d'Aghadoe est le lieu de sépulture pour les victimes. L'éditeur londonien Charles MacKay s'est rendu à Killarney à l'été 1849 et note que le cimetière lui-même est petit (moins d'un acre), avec un coin réservé aux enterrements de la workhouse de Killarney. C'est "l'un des trois où les pauvres sont enterrés " (Mackay, "Forty Years Recollections" 2:90). Au cours des trois dernières années (1846-1849), Mackay estime que près de 2 000 victimes de la famine ont été enterrées à Aghadoe. Ils ont « tous été enterrés dans un tout petit coin » du cimetière. Le « premier coup d'œil montre au voyageur au milieu de quel Golgotha il se tient. Dans le coin misérable réservé aux pauvres, la terre est couverte de planches de récupération et de restes frais de cercueils dans une profusion choquante » (ibid.). Mackay continue avec une description horrible et tragique d'Aghadoe en juillet 1849 (ibid., P. 2: 90-95).
Aghadoe tire son nom de Achadh an Dá Eo, issu de Le lieu aux deux ifs ("The place of the two yew trees"). D'habitude, les cimetières n'ont qu'un seul if.

## Sources
- Annales d'Inisfallen

- (en) AI939.1 Kl. Repose of Aed son of Mael Pátraic, abbot of Achad Deó.
- (en) AI1010.5 Mael Suthain Ua Cerbaill {of Eóganacht}, eminent sage of Ireland, rested in Christ in Achad Deó.